# Jens Johansson
Jens Johansson (ur. 2 listopada 1963 w Sztokholmie) – szwedzki muzyk i kompozytor, klawiszowiec. Johansson znany jest ze współpracy z takimi wykonawcami jak Yngwie Malmsteen, Stratovarius, Anders Johansson, Silver Mountain, Erik Borelius, Dio, Tony MacAlpine, Sonata Arctica, Marty Friedman, Kamelot, Spastic Ink, Blackmore’s Night czy Aina.
Syn pianisty jazzowego Jana Johanssona. Jego starszy brat Anders Johansson również jest muzykiem, perkusistą znanym z występów w grupie Hammerfall.

## Wybrana dyskografia
- Jens Johansson – Fjäderlösa Tvåfotingar (1991, Jimco Records)
- Ginger Baker, Jens Johansson, Jonas Hellborg – Unseen Rain (1992, Day Eight Music)
- The Johansson Brothers – The Johansson Brothers (1994, Arctic Music Group)
- Jens Johansson – Ten Seasons (1995, Heptagon Records)
- Johansson – Sonic Winter (1996, Canyon International)
- Jens Johansson – Fission (1997, Heptagon Records)
- Anders Johansson, Jens Johansson, Allan Holdsworth – Heavy Machinery (1997, Shrapnel Records)
- Johansson – The Last Viking (1999, Heptagon Records)
- Jonas Hellborg, Anders Johansson, Vinayakram Selvaganesh, Mattias Ia Eklundh, Jens Johansson – Art Metal – Vyakhyan-Kar (2007, Bardo Records)